# Nystagmus
Nystagmus (von altgriechisch νυσταγμός nystagmós, deutsch ‚Nicken, Schlafen‘; zu νυστάζειν nystázein, deutsch ‚nicken‘) bezeichnet die unkontrollierbaren, rhythmischen Bewegungen eines Organs, üblicherweise der Augen (okulärer Nystagmus), so dass unter Nystagmus in der Regel ein sogenanntes Augenzittern verstanden wird. Er kommt physiologisch oder pathologisch vor, z. B. als typisches Symptom des Schwindels oder alkoholinduzierter Lagerungsnystagmus. Grundsätzlich wird ein krankhafter Nystagmus unterschieden in einen „Rucknystagmus“, der eine langsame Initial- und eine schnelle Rückstellbewegung aufweist, sowie einen „Pendelnystagmus“ ohne erkennbare Geschwindigkeitsunterschiede in der Hin- und Herbewegung. Mit Frequenz und Amplitude werden zudem die Häufigkeit und das Ausmaß des Ausschlags beschrieben. Schlagrichtung und Ausprägung können in Abhängigkeit von der aktuellen Blickrichtung variieren. Am häufigsten sind horizontale Schlagmuster, jedoch kommen auch vertikale und rotatorische Formen vor.

## Physiologischer Nystagmus

Optokinetischer Nystagmus

Der physiologische Nystagmus dient dazu, das durch die Linse projizierte Bild so konstant auf der Netzhaut zu halten, dass eine Wahrnehmung möglich ist. Sowohl Bewegungen des betrachteten Objekts als auch Eigenbewegungen des Auges, des Kopfes und des gesamten Organismus im Raum führen zu Bewegungen des Lichtreizes auf der Netzhaut. Wenn die Winkelgeschwindigkeit dieser Lichtreflexe zu groß wird (>5°/s), kann das Bild nicht mehr scharf wahrgenommen werden. Bei Augen mit einer Retina wie beim Menschen ist es darüber hinaus sinnvoll, den Fokus stets im Bereich des schärfsten Sehens (Fovea centralis) zu halten (siehe dazu Blickbewegung).
Ein Beispiel für einen physiologischen Nystagmus ist der optokinetische Nystagmus, der auftritt, wenn sich Wahrnehmungsobjekte relativ zur Netzhaut kontinuierlich bewegen, etwa beim Blick aus einem fahrenden Zug.

## Pathologischer Nystagmus
Ein Nystagmus kann dagegen auch krankhaften Ursprungs sein und gehört in diesem Fall zu der Gruppe der supranukleären Augenbewegungsstörungen. In diesem Fall tritt die Augenzuckung in Ruhe auf; zu ihrer Auslösung können allerdings vorher unter Umständen Provokationsbewegungen notwendig sein. Vor allem bestimmte Störungen in der Augenkontrolle bei Erkrankungen im Hirnstamm und Kleinhirn oder im vestibulären System, aber auch bestimmte Drogen wie Ecstasy lösen einen Nystagmus aus. Er ist in diesen Fällen Ausdruck einer Fehlkoordination zwischen zwei wichtigen physiologischen Sinnen: dem Gleichgewichtssinn und dem Sehen.
Der krankhafte Nystagmus kann in einen peripheren und einen zentralen Nystagmus unterteilt werden. Der periphere Nystagmus tritt bei einer Schädigung des Gleichgewichtsorgans (Vestibularorgan) oder des Nervus vestibulocochlearis (VIII. Hirnnerv) auf. Bei einem akuten Ausfall des Gleichgewichtsorgans einer Seite kann man den plötzlich eintretenden und dann mehrere Tage andauernden Ausfallnystagmus beobachten.
Eine weitere Form des peripheren Nystagmus tritt beispielsweise beim benignen paroxysmalen Lagerungsschwindel auf. Hier sind die Augenbewegungen nur von wenigen Minuten Dauer und von bestimmten Kopfbewegungen auslösbar.
Der zentrale Nystagmus ist dagegen Folge einer Schädigung im Gehirn.
Pathologische Nystagmusformen findet man auch häufig bei Kleinkindern. Eine augenärztliche Untersuchung, möglichst bei einem Strabologen in der orthoptischen Fachabteilung einer Praxis oder Augenklinik, ist hier in jedem Fall angezeigt, da ein Nystagmus ein Anzeichen für das Vorliegen eines Albinismus oder anderer Augenerkrankungen sein kann. Häufig ist er Bestandteil des kongenitalen Schielsyndroms.
Je nach Form und Ausmaß des Nystagmus ist eine unterschiedlich ausgeprägte Verminderung der Sehschärfe bis hin zu einer hochgradigen Sehbehinderung die Folge.
Ein Nystagmus kann auch im Rahmen von Syndromen wie z. B. dem Karsch-Neugebauer-Syndrom auftreten.

### Formen
Man unterscheidet den Rucknystagmus, der in Schlagrichtung eine schnellere Phase aufweist, vom selteneren Pendelnystagmus, der durch eine gleichbleibende Frequenz und das Fehlen einer eindeutigen Schlagrichtung gekennzeichnet ist. In den meisten Fällen tritt ein horizontales Augenzittern auf, jedoch existieren auch vertikale und rotatorische Formen.

#### Blickhalteschwäche
Es sind blickrichtungsabhängige Formen des Nystagmus bekannt, denen zugrunde liegt, dass ein Innervations-Impuls nicht auf einem konstanten Level gehalten werden kann. Je nach Ursache und Ausmaß unterscheidet man:
- Endstellungsnystagmus (geringe Ausprägung, tritt erst jenseits von 35° Blickwendung auf und wird noch nicht als krankhaft gewertet)
- Blickrichtungsnystagmus (mittlere Ausprägung, tritt bereits bei Deviationen unter 35° auf)
- blickparetischer Nystagmus (schwere Ausprägung mit Rückdrift in der langsamen Phase bis zur Mitte).

Blickhalteschwächen sind nicht zu verwechseln mit Blicklähmungen, bei denen bereits der für rasche Augenbewegungen notwendige Innervations-Impuls gestört ist. Die Ursachen sind unterschiedlich und reichen von medikamentösen Auslösern (z. B. Antiepileptika oder Beruhigungsmittel) bis hin zu Schäden des Hirnstamms oder des Kleinhirns.

#### Spontannystagmus
Diese Form des Nystagmus tritt ohne eine Provokation des Gleichgewichtsinnes oder ohne Darbieten eines Fixationsreizes auf. Zu Untersuchungszwecken eignet sich deshalb die sogenannte Frenzelbrille. Es wird hierbei unterschieden zwischen peripherer und zentraler Störung.

#### Fixationsnystagmus
Im Gegensatz zum vestibulären Spontannystagmus wird ein Fixationsnystagmus durch visuelle Reize nicht gebremst, sondern schlägt ungehindert weiter, in manchen Fällen sogar verstärkt.

##### Kongenitaler Nystagmus
Der kongenitale Nystagmus tritt in der Regel erst ab dem 2. bis 3. Lebensmonat auf und kann sich in den folgenden Wochen zum Teil drastisch verstärken. Visuelle Zuwendungen sind häufig kaum erkennbar. Man geht bei der Beurteilung von folgenden Charakteristika aus:
- das Zittern wird durch Fixation nicht gebremst, sondern eher noch verstärkt
- die Schlagform ist pathologisch
- die Schlagebene ist meist horizontal, auch bei Blick nach oben oder unten
- die Intensität (Frequenz und Amplitude) ändert sich mit der Blickrichtung
- in der Nähe besteht häufig eine (relative) Nystagmusberuhigung
- der optokinetische Nystagmus ist deutlich gestört.

Darüber hinaus zeigte eine wissenschaftliche Studie eine mit rund 85 % deutlich höhere Prävalenz von Astigmatismus > 1,25 dpt bei Personen mit einem kongenitalen Nystagmus als bei Normalpersonen.

##### Okulärer Nystagmus
Okulärer Nystagmus wird durch Störungen im visuellen System, welche ein normales Fixationsverhalten nicht zulassen, verursacht. In Frage kommen hierbei z. B. organische Ursachen wie Linsentrübungen oder Aniridie.

##### Latenstyp-Nystagmus
Ein Latenstyp-Nystagmus oder auch „Nystagmus vom Latenstyp“ (früher: latenter Nystagmus oder Nystagmus latens) ist dadurch charakterisiert, dass seine Schlagrichtung bei Fixation mit dem rechten Auge nach rechts weist, bei Fixation mit dem linken Auge jedoch nach links. Durch das Abdecken eines Auges verstärkt er sich häufig noch bzw. wird dann erst auffällig sichtbar. Ein „latenter Nystagmus“ oder „Nystagmus latens“ weist zwar dieselben Merkmale hinsichtlich der Schlagrichtung auf, wird jedoch in aller Regel kompensiert und ist erst sichtbar, wenn das beidäugige Sehen (Binokularsehen) unterbrochen wird.

##### Erworbener Fixationsnystagmus
Diese Form des Nystagmus kommt häufig bei der Multiplen Sklerose vor und ist dem kongenitalen Nystagmus sehr ähnlich. Auch zerebrale Durchblutungsstörungen und Angiome können ein Auslöser sein. Auch bei der Lepra ist der Nystagmus ein bereits im Mittelalter bekanntes Symptom.

#### Spasmus nutans
Der Spasmus nutans ist eine Nystagmusform, die irgendwann im ersten Lebensjahr auftritt und nach einer Dauer von etwa ein bis zwei Jahren spontan wieder verschwindet. Die Ursachen hierfür sind bislang nicht bekannt. Häufig weist der Spasmus nutans eine wesentlich höhere Frequenz als ein kongenitaler Nystagmus auf. Auch ist die Ausprägung am rechten und linken Auge oft unterschiedlich. Zudem funktioniert die optokinetische Reaktion, was eine Klassifizierung als Fixationsnystagmus in Frage stellt.

### Kompensationsmechanismen
Relative Beruhigungen eines Nystagmus sind in manchen Fällen durch Kompensationsmechanismen möglich, zum Beispiel beim Blick in die Nähe (Konvergenz, Akkommodation) oder durch Einnahme einer Kopfzwangshaltung, bspw. eine häufig entgegengesetzt der Schlagrichtung eingenommene Kopfdrehung. Die Blickrichtung, bei der der Nystagmus am ruhigsten und somit der Visus am höchsten ist, nennt man Neutralzone. Ein häufiger Kompensationsmechanismus des Spasmus nutans besteht in einem sogenannten head nodding, einem Kopfwackeln, dessen Frequenz jedoch in der Regel deutlich unter der des Nystagmus liegt.

### Beziehungen zu frühkindlichem Schielen
Während Patienten mit kongenitalem Nystagmus nur selten ein Schielen (Strabismus) aufweisen, findet sich bei einem Nystagmus vom Latenstyp fast immer auch ein frühkindlicher Strabismus, meist in Form eines ausgeprägten Innenschielens. Ein Erklärungsversuch dieser Korrelation bestand früher darin, dass man das Schielen als Versuch wertete, den Nystagmus zu beruhigen, weshalb der Begriff des Nystagmusblockierung-Syndroms gefunden wurde. Da jedoch die ursächlichen Beziehungen zwischen Nystagmus und Strabismus bislang noch nicht gänzlich erforscht sind, bevorzugt man den Begriff des kongenitalen Schielsyndroms.

### Therapie
Die Möglichkeiten einer Behandlung sind abhängig von Art, Ursache und Ausmaß des Nystagmus und seiner Kompensationsmechanismen (so vorhanden). Man wird in erster Linie bestrebt sein, die Sehschärfe zu verbessern und die Neutralzone in das Gebrauchsblickfeld – im Idealfall in die Primärposition – zu verlagern. Möglichkeiten hierzu bestehen in der Anpassung von Prismengläsern, jedoch in der Regel durch die Ausführung einer oder mehrerer Augenmuskeloperationen, die zudem eine deutliche Reduzierung einer ggf. bestehenden Kopfzwangshaltung anstreben. Wird zur relativen Nystagmusberuhigung eine Konvergenzbewegung genutzt, kann auch dies in einigen Fällen operativ umgesetzt werden, wenn ein brauchbares Binokularsehen besteht.
Durch eine medikamentöse Behandlung mit Gabapentin oder Memantin konnten in kleineren Studien positive Resultate erzielt werden. In einer Fallstudie konnte ebenfalls gezeigt werden, dass Cannabiskonsum bei kongenitalem Nystagmus während der Wirkungsdauer die Intensität des Augenzitterns verringern und damit die Sehschärfe erhöhen kann.

## Diagnostik

Schema zur grafischen Dokumentation eines Nystagmus (nach Frenzel)
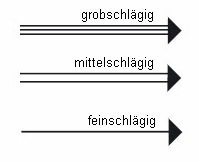
Amplitude
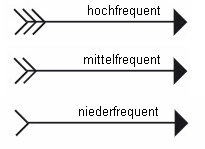
Frequenz
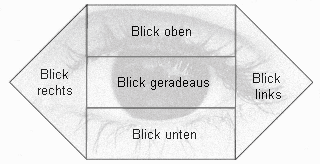
Grundschema
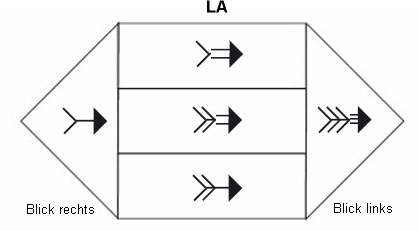
Beispiel: Rucknystagmus links, in allen Blickrichtungen linksschlägig, relative Beruhigung in Adduktion (Blick rechts) und zunehmende Frequenz und Amplitude in Abduktion (Blick links)

Um einen Nystagmus genauer zu beschreiben, wird bei der Untersuchung durch den Augenarzt, Hals-Nasen-Ohrenarzt oder Neurologen die sogenannte Frenzel-Brille eingesetzt. Mittels Elektronystagmographie (ENG) kann die Augenbewegung und damit der Nystagmus aufgezeichnet und ausgewertet werden. Eine weitere apparative Untersuchungsmethode besteht in der Video-Okulographie.

### Dokumentation
Zur grafischen Befunddokumentation eines Nystagmus gibt es ein Schema, aus dem unmittelbar der Nystagmustyp ersichtlich ist. Hierzu verwendet man verschiedene Pfeilsymbole zur Darstellung der Amplitude, Frequenz und Schlagrichtung. Diese werden in ein Grundschema bei den jeweiligen Blickrichtungen bzw. Primär- und Sekundärpositionen eingetragen. Besteht ein Rucknystagmus, wird die Pfeilspitze in Schlagrichtung gezeichnet, liegt ein Pendelnystagmus vor, so wird der Pfeil mit zwei Pfeilspitzen versehen.

### Prüfung durch Drehbeschleunigung
Die Untersuchung erfolgt in der Regel auf einem Drehstuhl. Es kommt hierbei zu einer langsamen horizontalen Augenbewegung gegen die Drehrichtung, gefolgt von schnellen Rückstellbewegungen in Drehrichtung, um ein neues Objekt, wie oben beschrieben, auf der Fovea centralis abzubilden. Der vestibuläre Nystagmus (auch vestibulo-okulärer Reflex) verläuft also mit der Drehrichtung. Mit Abbremsen des Drehstuhl kommt es hingegen (aufgrund der Trägheit der Endolymphe in den Bogengängen) zu einem postrotatorischen, der ursprünglichen Rotationsrichtung entgegengesetzten Nystagmus: Bei einer Rechtsdrehung kommt es demnach anfangs zu einem Rechts-Nystagmus, der mit Beendigung der Drehung in einen Links-Nystagmus übergeht. Dieser Nystagmus kann ebenso wie der unten beschriebene kalorische Nystagmus auch beim Gesunden beobachtet werden, wenn ihm durch die Frenzel-Brille die Möglichkeit zur Fixation genommen wurde.
Vestibuläre Kompensationsbewegungen sind also ein Ergebnis von schnellen, kurzfristigen Drehbewegungen des Kopfes, während der optokinetische Nystagmus durch anhaltende, langsame Kopfbewegungen ausgelöst wird. Das vestibuläre und optokinetische System bilden somit untereinander eine ideale Ergänzung zur Bildstabilisierung.

### Thermische Prüfung
Der kalorische Nystagmus (die von Robert Bárány 1906 entdeckte kalorische Reaktion des Innenohres) wird ausgelöst mittels einer Reizung des Vestibularorgans durch das Einbringen von kaltem (22–27 °C) oder warmem (40–45 °C) Wasser in den äußeren Gehörgang. Dadurch ändert sich die Entladungsrate des Vestibularorgans, was vom Gehirn als Drehung interpretiert wird. Durch den sogenannten vestibulo-okulären Reflex (VOR) entsteht ein Rucknystagmus – bei Warmspülung in Richtung des gespülten Ohres, bei Kaltspülung zur Gegenseite. Merkspruch: „Heiß – homolateral, kalt – kontralateral“.
Bis vor einigen Jahren nahm man an, dass durch die Temperaturunterschiede eine Endolymphströmung induziert würde. Tatsächlich zeigte sich in Versuchen unter Ausschluss der Gravitation im Weltraum aber weiterhin ein Auftreten des kalorischen Nystagmus, wodurch eine andere, bisher unbekannte Ursache diese Reaktion bedingen muss.

## Differenzierung
Ein Nystagmus ist nicht zu verwechseln mit Mikrosakkaden, Lokaladaption, einem okulären Tremor oder dem Blepharospasmus. Hierzu siehe die Artikel Augenbewegung und Obliquus-superior-Myokymie.